# Криптозойський
Криптозойський (англ. «Cryptozoic!») (спершу опубліковано в Англії як Епоха (англ. «An Age») '  ) - науково-фантастичний роман англійського письменника Браєна Олдіса, вперше опублікований 1967 року. Книга, сучасна дія якої припадає головним чином на 2093 рік, поєднує в собі популярні науково-фантастичні теми: темпоральної фантастики та тоталітарної антиутопії та описує невикористаний потенціал людського розуму. Роман було номіновано на премію «Дитмар» в 1969 році в категорії "Найкраща міжнародна наукова фантастика будь-якої довжини або колекції".

## Стислий сюжет
Майбутнє суспільство, описане в романі, розробило форму психологічної подорожі в часі, яка називається "подорож розумом", за допомогою якої за допомогою психоактивного препарату CSD (пояснення цієї абревіатури не дається, хоча його вплив на зміну розуму, ймовірно, є посиланням до LSD) можуть у своїх думках подорожувати у минуле (переважно в далеке, хоча згодом героям роману вдаються подорожі у чим ближчі часи людського часу). Спочатку подорожуючи розумом, вони не можуть взаємодіяти зі світом минулого, але можуть відчувати та взаємодіяти з іншими мандрівниками з власного часу. Розумієте,  Було виявлено, що на функціонування людського розуму впливає і обмежує його "підводний розум", таємнича сила, яка допомагає розумові в здійсненні подорожі.
В романі описується історія Едварда Буша, популярного художника, який шукав натхнення в минулому.
Коли Буш повертається після тривалого перебування в юрському періоді, він виявляє, що його країною (ймовірно, Сполученим Королівством) керує тоталітарний уряд генерала Болта, що захопив владу. Його негайно призивають до військової служби на благо режиму в Інституті часу (де він і працював раніше, виконуючи особистізавдання директора-засновника Венлока) та дають завдання вбити вченого Сільверстоуна (якого він раніше зустрічав як "Штайна"). Коли розум Буша знову подорожує виконувати свою місію, він дізнається про нові філософські та наукові відкриття Сільверстоуна. Буш і Сілверстоун зустрічаються у наближеному минулому, а потім з кількома соратниками останнього дізнаються від людей віддаленого майбутнього, що людське уявлення про плин часу є хибним і насправді він рухається у зворотньому напрямку, тож людська цивілізація не розвивається з роками, а, маючи мільйонну історію розвитку, з кожним роком невпинно деградує і люди нашого майбутнього виявляється реперезентують далеке минуле. Далі Буш разом з друзями подорожують до криптозою і вирішують разом розпочати нову еру людства, просвітлену усвідомленням того, що час тече назад. Буш повертається до свого теперішнього часу, лише щоб потрапити до в'язниці в психіатричному закладі. Батько Буша намагається його побачити, але йому заважають лікарі, які пояснюють, що у його сина стався збій, спричинений надмірними подорожами. Ззовн знайома йому за подорожами дівчина стоїть і спостерігає за лікарнею, мабуть, планує порятунок.

## Прийом
Альгіс Будріс відгукнувся про роман прихильно, назвавши його «марною книгою [яка] говорить нам, що письменник вважає себе розумним. Це навіть доводить, що він справді витончений і, можливо, захоплюється тим, що займався рекламою ".